# 1995年9月逝世人物列表
1995年逝世人物列表：1月 - 2月 - 3月 - 4月 - 5月 - 6月 - 7月 - 8月 - 9月 - 10月 - 11月 - 12月
1995年9月逝世人物列表，是用於匯總1995年9月期間逝世人物的列表。

## 依日期排序

### 1日
- 西爾維婭·吉莎·德·蘭西·查普曼，98歲，紐西蘭醫生和福利工作者。[1]
- 瑪麗亞·德拉克魯茲，82歲，智利政治活動家、記者、作家和政治評論員。[2]
- 約瑟夫·N·加洛，83歲，美國黑幫分子，甘比諾犯罪家族成員。
- 威廉·索德，84歲，德國足球運動員。
- 貝內·維努塔，85歲，美國女演員，歌手和舞蹈家[3]

### 2日
- 西莫娜·阿吉爾-桑杜，46歲，羅馬尼亞手球運動員[4]
- 巴赫里·吉嘉，91歲，突尼西亞律師和政治家。
- 瓦茨拉夫·諾依曼，74歲，捷克指揮家、小提琴家和歌劇導演。[5]
- 厄爾·T·紐布里，95歲，美國商人和政治家。[6]

### 3日
- 蘭斯·亞當斯-施奈德，75歲，紐西蘭政治家。[7]
- 瑪麗·阿德希德，91歲，英國畫家，壁畫家，插畫家和設計師[8][9]
- 厄爾·伯尼，91歲，加拿大詩人和小說家。[10]
- 莫特·布朗，87歲，澳大利亞足球運動員。[11]
- D·C·科爾曼，75歲，英國經濟史學家。[12]
- 派克·莫頓，83歲，澳大利亞足球運動員和教練。
- 里卡多·桑切斯，54歲，美國詩人[13]

### 4日
- 保羅格拉辛多，84歲，巴西演員[14]
- 查克·格林伯格，45歲，美國音樂家[15]
- 埃德蒙·朱豪德，90歲，法國將軍，參與1961年阿爾及爾政變。[16]
- 威廉·昆斯特勒，76歲，美國律師和民權活動家。[17]
- 法比奧·皮托魯，66歲，義大利小說家、編劇、記者和電影導演。[18]

### 5日
- 約翰·布利頓，45歲，紐西蘭機械工程師[19]
- 湯姆·奇薩里，72歲，美式橄欖球教練。[20]
- 薩希爾·喬杜里，69歲，印度詞曲作者、作詞家、作家和詩人。[21]
- 吉里賈，57歲，印度女演員。
- 溫寇·戈洛布，74歲，波黑足球運動員。[22]
- 保羅·朱利安，81歲，美國背景動畫師、音效藝術家和配音演員。
- 艾尼·卡里姆，84歲，印尼政治家和公務員。
- 艾哈邁德·庫拉馬拉，83歲，乍得政治家。
- 約翰·梅格納，42歲，美國演員，導演和教育家[23]
- 安东·纳尔代利，58歲，克羅埃西亞水球運動員。
- 珍-呂克·貝潘，70歲，加拿大學者和政治家。
- Francis Showering，83歲，英國釀酒師[24]
- 祖魯·索福拉，60歲，奈及利亞劇作家和劇作家。
- 本傑明·蘇布，56歲，印尼演員、喜劇演員和歌手。[25]
- 卡爾·華納，87歲，美國運動員[26]

### 6日
- 塞爾吉奧·阿澤尼，42歲，義大利作家[27]
- 米開朗基羅·博列洛，86歲，義大利射擊運動員和奧運會運動員。[28]
- 詹尼·卡爾達納，81歲，義大利田徑運動員，曾參加1936年夏季奧運會。[29]
- 比爾·德克雷馮，76歲，美國橄欖球運動員。[30]
- 瑪麗·多蘭，84歲，美國女演員。
- 巴斯特·馬蒂斯，52歲，美國拳擊手[31]
- 拉爾夫·羅森布魯姆，69歲，美國電影剪輯師[32]
- B·K·塔帕，73歲，印度考古學家。

### 7日
- 约翰·邦帕斯·卡尔宏，78歲，美國行為學家和行為研究員。[33]
- 理查·蓋伊·康登，43歲，美國人類學家[34]
- 阿爾帕派，78歲，美國職業棒球大聯盟球員。[35]
- 米歇爾·斯考博，60歲，法國自行車運動員。[36]

### 8日
- 彼得·巴克桑德爾，74歲，英國音訊工程師和電子工程師。[37]
- 梅奇·畢格斯，93歲，福克蘭群島圖書管理員和政治家。[38]
- 帕科·坎波斯，79歲，西班牙足球運動員。[39]
- 張愛玲，74歲，中國出生的美國散文家、小說家和編劇。[40]
- 羅斯·切爾寧，93歲，美國共產主義者和俄羅斯出生的活動家，患有阿爾茨海默病。[41]
- 何塞·路易士·岡薩雷斯·達維拉，52歲，墨西哥足球運動員。
- 奧爾加·伊文斯卡婭，83歲，俄羅斯詩人和作家，癌症。[42]
- 薩法·胡魯西，78歲，伊拉克歷史學家、小說家、詩人、記者和廣播員。[43]
- 埃裡希·昆茨，86歲，維也納國家歌劇院和大都會歌劇院的奧地利歌劇低男中音。[44]
- 哈爾迪斯·莫倫·維薩斯，87歲，挪威詩人、翻譯家和兒童讀物作家。[45]

### 9日
- 艾達·卡羅爾，89歲，英國音樂教育家、低音提琴手和作曲家。[46]
- 瑪麗娜·努涅斯·德爾·普拉多，86歲，玻利維亞雕塑家。
- 萊因哈德·富勒爾，54歲，德國物理學家和宇航員，飛機失事。
- 林休斯頓，74歲，美國橄欖球運動員。
- 本傑明·馬扎爾，89歲，以色列歷史學家。[47]
- 埃里克·尼尔松，79歲，瑞典足球運動員。[48]
- 貝拉·帕爾菲，72歲，匈牙利裔塞爾維亞足球運動員。
- 高木彬光，74歲，日本犯罪小說作家，中風。
- 羅恩·塔爾斯基，60歲，美國服裝設計師。[49]
- 基思·韋恩，50歲，美國演員（《活死人之夜》），自殺。
- 傑米·惠頓，85歲，美國政治家，美國眾議院代表，心力衰竭。[50]

### 10日
- 哈裡特·貝爾，72歲，美國殘疾人權利宣導者。[51]
- 查理斯·鄧納，69歲，法國演員[52]
- 莫莉希迪，81歲，英國板球運動員。[53]
- 德里克·梅丁斯，64歲，英國特效設計師，奧斯卡獎得主[54]
- 鈴木章治，63歲，日本爵士單簧管演奏家和樂隊領隊。[55]

### 11日
- 弗雷德·坎貝爾，84歲，澳大利亞政治家，昆士蘭州立法議會議員。[56]
- 乔治·康吉莱姆，91歲，法國哲學家和醫生。[57]
- 安妮塔·哈丁，42歲，愛爾蘭裔英國神經學家[58]
- 羅傑·W·海恩斯，77歲，美國教授和學者。[59]
- 查理斯·J·希奇，85歲，美國經濟學家，助理國防部長。[60]
- 彼得·麥金泰爾，85歲，紐西蘭畫家和作家。[61]
- 基思·奧多爾，33歲，英國賽車手[62]
- 弗拉迪斯拉夫·斯特熱爾奇克，74歲，蘇聯/俄羅斯演員，腦癌。

### 12日
- 盧博米爾·貝內斯，59歲，捷克動畫師、導演和作家。[63]
- 強尼·博威爾，76歲，美國爵士中音薩克斯手和樂隊領隊。[64]
- 傑里米·佈雷特，61歲，英國演員[65]
- 格雷厄姆·克拉克，88歲，英國考古學家。[66]
- 拉裡·蓋爾斯，59歲，美國爵士低音提琴手[67]
- 湯姆·赫爾莫爾，91歲，英國演員[68]
- 弗雷德里克·奧古斯都·歐文，101歲，美國陸軍軍官。[69]
- 凱薩琳·洛克，85歲，美國女演員。[70]
- 歐內斯特·波爾，62歲，波蘭足球運動員。[71]
- 傑弗里·斯托克斯，55歲，美國記者和作家[72]

### 13日
- 約瑟夫·阿維達爾，89歲，以色列政治家，作家和大使。
- 弗里茨·本內維茨，69歲，德國戲劇導演。[73]
- 埃伯哈德·戈特，95歲，德國海軍軍官。
- 弗朗切斯科·梅西納，94歲，義大利雕塑家。[74]
- 馬赫斯瓦爾·尼格，80歲，印度學者。
- 哈羅德·謝潑森，76歲，英格蘭足球運動員和教練。[75]
- 弗蘭克·席爾瓦，44歲，美國布景師和演員

### 14日
- 萊昂·亞當斯，90歲，美國記者、公關人員和歷史學家。[76]
- 莫裡斯·K·戈達德，83歲，六任州長的美國內閣官員[77]
- 愛默生·約翰·摩爾，57歲，美國羅馬天主教會主教。
- 岡田英次，75歲，日本演員[78]
- 懷爾德·史密斯，79歲，英國有機化學家和年輕的地球創造論者。

### 15日
- 哈裡·考爾德，94歲，英國板球運動員。[79]
- 道格拉斯·卡特，72歲，美國記者、政治助理和大學校長。[80]
- 迪爾塞烏，43歲，巴西足球運動員
- 迪特裡希·赫拉巴克，80歲，二戰期間的德國戰鬥機飛行員。[81]
- 山姆·麥克魯斯基，63歲，英國工會會員。[82]
- 大衛·麥克穆林，87歲，美國曲棍球運動員和奧運選手。[83]
- 佩德羅·諾拉斯科，33歲，多明尼加拳擊手。[84]
- 贡纳尔·努达尔，73歲，瑞典足球運動員。[85]
- 里恩·波特維特，63歲，荷蘭繪圖員和畫家[86]
- 拿·雷耶斯，75歲，美國職業棒球大聯盟球員。[87]
- 渡边美智雄，72歲，日本政治家、日本副首相[88]

### 16日
- 邁克爾·巴爾福，86歲，英國歷史學家和公務員。[89]
- 萊奧·霍恩，79歲，荷蘭足球裁判。[90]
- 阿爾多·諾瓦雷塞，75歲，義大利字體設計師。[91]
- 皮埃爾·奧拉夫，67歲，法國演員。[92]
- 傑克·溫克，73歲，美式橄欖球運動員和教練。

### 17日
- 戈特弗里德·伯曼，98歲，德國出版商。[93]
- 凱薩琳·科布，92歲，英國珠寶商和銀匠。[94]
- 耶胡達·蓋茲，70-71歲，西牆的以色列拉比27年[95]
- 艾絲翠得·克萊布斯巴赫，82歲，德國乒乓球運動員。
- 海倫·尼爾林，91歲，美國作家和素食主義宣導者[96]
- 弗里德里希·舒特，74歲，德國影視演員。[97]
- 拉克爾·蘇維琳，89歲，挪威政治家。
- 格雷迪·薩頓，89歲，美國演員。[98]
- 呂西安-維克多·吉蘭·德·塞沃拉，64歲，比利時自行車運動員。[99]

### 18日
- 多琳·坎農，64歲，皇家戲劇藝術學院的美國表演教師。[100]
- 唐納德·大衛，73歲，英國運動詩人和文學評論家。[101]
- 珍·戈爾，53歲，比利時政治家[102]
- 卡卡·哈特拉西，89歲，印度印地語諷刺作家和幽默詩人。
- 喬治·S·霍華德，93歲，1947年至1963年間擔任美國空軍樂隊指揮。[103]
- 托尼·保萊卡斯，83歲，美國橄欖球運動員。[104]
- 奧列格·特維多克里布，25歲，烏克蘭田徑運動員[105]

### 19日
- 博先生，63歲，美國藍調吉他手、歌手[106]
- 墨爾本·布林德爾，90歲，澳大利亞裔美國插畫家和畫家。[107]
- 沃爾特·格羅斯，83歲，德裔以色列記者[108]
- 拉烏夫·哈吉耶夫，73歲，蘇聯和亞塞拜然作曲家和政治家。
- 魯道夫·佩爾斯，88歲，德國出生的英國物理學家。[109]
- 奧維爾·雷登巴赫爾，88歲，美國企業家和商人[110]
- 克林頓·斯蒂芬斯，75歲，美國羽毛球運動員。
- 關朝聰，36歲，前香港無綫電視雙語演員

### 20日
- 查理斯·阿爾巴尼斯，58歲，美國連環殺手[111]
- 艾米·阿不思，83歲，德國短跑運動員。[112]
- 瑞恩·安塞爾莫，69歲，美國電視主管。[113]
- 米哈伊爾·波格丹諾夫，80歲，俄羅斯製作設計師，奧斯卡金像獎提名人。
- 尤麗·喬杜里，71歲，印度建築師。[114]
- 小沃爾特·A·哈斯，79歲，Levi's總裁兼首席執行官（1958-1976）和董事長（1970-1981）。[115]
- 莫妮卡·莫裡斯，87歲，英國實業家。[116]
- 勒內·查若，84歲，法國心理學家和教育家。[117]

### 21日
- 小丑安迪，77歲，美國小丑，與芝加哥白襪隊有關。[118]
- 湯尼·庫奇奈羅，87歲，美國棒球運動員和教練。[119]
- 德菲·德·奧爾特加，75歲，義大利裔阿根廷女演員，癌症。
- 艾倫·克裡斯托弗·迪爾，77歲，世界大戰期間紐西蘭王牌戰鬥機
- 弗蘭克·霍爾，74歲，愛爾蘭廣播員、記者和電影審查員
- 哈里·赫維茲，57歲，美國電影導演、編劇、演員和製片人[120]
- 威廉·默里，83歲，英國教育家，創作了《瓢蟲彼得和簡》一書。[121]
- 魯迪·佩爾皮奇，67歲，美國政治家，明尼蘇達州州長[122]
- 艾文·斯彭斯，86歲，美國動畫師。[123]

### 22日
- 胡裡奧·亞歷杭德羅，88歲，西班牙編劇。[124]
- 埃吉爾阿克斯吉爾，80歲，丹麥同性戀權利活動家。[125]
- 多莉·柯林斯，62歲，英國民間音樂家、編曲家和作曲家。[126]
- 雷蒙多·德爾·巴爾佐，56歲，義大利編劇和導演
- 阿爾伯特·古德溫，89歲，英國歷史學家。[127]
- 菲力浦·英格爾，34歲，美國殺人犯[128]
- 布魯諾·瓊克，65歲，愛沙尼亞競走運動員。[129]
- 納西哈·卡皮季奇-哈季奇，63歲，波士尼亞兒童作家和詩人。
- 安東尼奧·普約爾，82歲，墨西哥畫家和版畫家。
- 約翰·惠特尼，78歲，美國動畫師、作曲家和發明家。[130]

### 23日
- 湯瑪斯·貝克，85歲，美國電影和舞臺演員[131]
- 卡門·伯諾斯·德·加斯托德，75歲，法國詩人。[132]
- 法比安·加拉托，82歲，法國公路自行車賽車手。[133]
- 阿卜杜勒克里姆·拉里比，51歲，阿爾及利亞足球運動員。
- 布克·T·羅利，81歲，美國布吉伍吉，布魯斯，福音和爵士鋼琴家和歌手[134]
- K·圖賴拉特南，65歲，斯裡蘭卡律師和政治家。
- 約瑟夫·W·特卡奇，68歲，美國福音傳教士，上帝普世教會牧師。
- 阿尔布雷希特·翁瑟尔德，90歲，德國天體物理學家。[135]

### 24日
- 埃裡克·博雷爾，16歲，法國高中生，瘋狂殺手，自殺。
- 彼得·巴特勒，94歲，紐西蘭海員、工會會員和當地政治家。
- 保拉·德沃夏克，82歲，奧地利電影剪輯師。[136]
- 基思·詹森，66歲，澳大利亞政治家。[137]
- 湯姆·麥克布萊德，42歲，美國攝影師、模特和演員[138]
- 亞瑟·沃爾什，72歲，加拿大演員和舞蹈家。

### 25日
- 戴夫·鮑恩，67歲，威爾士足球運動員、經理和隊長。[139]
- 古斯塔夫·布羅姆，74歲，捷克大樂隊領隊、編曲家、單簧管演奏家和作曲家。[140]
- 安妮·伊莉莎白·德拉尼，104歲，美國牙醫和民權先驅。[141]
- 多蘿西·迪克森，102歲，倫敦舞臺上的美國女演員和舞蹈家。[142]
- 瑪麗絲·賈斯汀-品迪亞，36歲，模里西斯長跑運動員[143]
- 迪克·斯坦伯格，60歲，美式橄欖球主管[144]
- 富山敬，56歲，日本演員、配音演員、旁白[145]

### 26日
- 弗洛拉·布蘭克，78歲，美國戲劇學院院長和畫家。[146]
- 傑克·布羅德斯托克，74歲，澳大利亞足球運動員。[147]
- 希妮亞·凱吉，82歲，美國畫家、雕塑家、裝訂工、保護員和音樂家。
- 蘭尼·漢布羅，71歲，美國爵士音樂家。[148]
- 麗妮特·羅伯茲，86歲，威爾士詩人和小說家。[149]
- 凱·托米，81歲，美國詞曲作者和音樂編曲家。[150]

### 27日
- 巴哈·阿克希特，81歲，土耳其醫生和政治家。
- 薩莎·阿戈夫，80歲，以色列作曲家。[151]
- 珍·阿諾，92歲，澳大利亞女權活動家、工會會員和圖書管理員。[152]
- 肖恩·康威，64歲，愛爾蘭共和黨政治家。
- 勞倫斯·鐘斯，62歲，英國皇家空軍司令。
- 卡爾-海因茨·瑪律巴赫，78歲，德國海軍軍官。
- 克裡斯托弗·肖，71歲，英國作曲家。[153]
- 威爾弗里德·索爾陶，83歲，西德短距離皮划艇運動員和奧運選手。[154]
- 艾莉森·斯蒂爾，58歲，美國磁碟騎師，被稱為“夜鳥”[155]
- 尤爾根·瓦滕貝格，94歲，第二次世界大戰期間的德國海軍軍官和U艇指揮官。

### 28日
- 拉巴赫·貝拉姆里，48歲，阿爾及利亞作家[156]
- 埃德加多·科格蘭，66-67歲，墨西哥畫家。[157]
- 阿爾·克倫威爾，57歲，加拿大藍調和民間音樂家。
- 羅伯特·柯倫，72歲，蘇格蘭民族主義政治活動家。
- 比利·埃利奧特，31歲，北愛爾蘭忠誠者和準軍事領導人，被槍殺。
- 奧利夫·吉布斯，77歲，英國政治家和反核武器。[158]
- 艾伯特·約翰內斯遜，55歲，南非足球運動員。[159]
- 奧勒留·瑪麗，90歲，多明尼加政治家和法學家
- 埃德蒙多·奧高曼，88歲，墨西哥作家、歷史學家和哲學家。[160]
- 弗雷德里克·奈·特伯，60歲，美國化學家。

### 29日
- 阿爾弗雷德·費利克斯·蘭登·貝斯頓，84歲，英國東方學家。[161]
- 格爾德·布切留斯，89歲，德國政治家、出版商和記者。[162]
- 邁克爾·卡爾，62歲，英國板球運動員。[163]
- 詹姆斯·唐尼，73歲，紐西蘭自行車賽車手。
- 賽格·艾利斯，91歲，美國爵士鋼琴家和歌手。[164]
- 蘇珊·弗利特伍德，51歲，英國女演員[165]
- 弗朗西斯·詹森，84歲，英國建築師。[166]
- 麦达琳·默里·欧黑尔，76歲，美國活動家[167]
- 科斯塔斯·帕帕克里斯托斯，79歲，希臘演員。

### 30日
- 喬·阿茲貝爾，68歲，美國記者和作家[168]
- 貝特朗·波桑諾，88歲，加拿大擊劍運動員，曾參加1936年夏季奧運會。[169]
- 喬治·柯比，72歲，美國喜劇演員[170]
- 尚-呂克·拉高斯，38歲，法國演員、戲劇導演和劇作家[171]
- 雅各·西格爾，84歲，俄德生物學教授。
- 貝蒂爾·馮·瓦亨費爾特，86歲，瑞典短跑運動員和奧運選手。[172]
- 弗雷德里克·華納，77歲，英國外交官。[173]